# Сагашилі
Сагашилі́ (каз. Сағашилі) — село у складі Мугалжарського району Актюбінської області Казахстану. Адміністративний центр Єнбецького сільського округу.
У радянські часи село називалось Покровка.
Населення — 1684 особи (2021; 1623 у 2009, 1414 у 1999, 1499 у 1989).